# 羅靈斯普林 (肯塔基州)
羅靈斯普林（英語：Roaring Spring）是位於美國肯塔基州特里格县的一個非建制地區。

## 地理
羅靈斯普林所處的海拔為高於海平面170米（即558英呎），而該地所採用的時區為UTC-6，即北美中部時區（CST）。同時該地設有夏令時間，為UTC-6調快一小時，即UTC-5（CDT）。